# Alicia Armenteros
Alicia Armenteros Arca (Pontevedra, 18 de febrero de 1996) es una actriz española de cine, teatro y televisión.

## Biografía
Nacida en Pontevedra, comenzó a interesarse por el teatro y la música a los seis años de edad, haciendo teatro en su colegio y estudiando piano. Fue a los dieciocho años cuando se mudó a Madrid a estudiar Interpretación en el Estudio Corazza para el Actor. También realizó talleres y cursos con diversos maestros. Comenzó su carrera profesional en 2016 con un personaje principal en la serie de la Televisión de Galicia Fontealba. Ha trabajado en otras series de la TVG como Saudade de ti o O sabor das margaridas también disponible en Netflix.
Tras participaciones varias en proyectos nacionales, en 2021 obtuvo un personaje secundario en la serie Días Mejores para Amazon Prime durante sus dos temporadas. Desde entonces ha trabajado en proyectos varios como la serie Clanes disponible en Netflix o la serie El Cuco de Cristal, entre otros.
En 2025 estrena La Vida Breve serie que protagoniza junto a Javier Gutiérrez, Leonor Watling y Carlos Scholz, disponible en Movistar+ desde el 13 de febrero de 2025.

## Filmografía

### Televisión
- 2016-2017: Fontealba. Atlántida Media para TVG- Principal: Vera (150 caps).
- 2018: O sabor das margaridas. CTV para NETFLIX e TVG -Secundaria: Vivi.[5]
- 2018: Vis a Vis. Precuela Yo soy Zulema. Globomedia. El cañonazo para FOX. Zulema adolescente.
- 2018: Sabuesos. Plano a Plano para TVE. Actriz secundaria.
- 2019: Do dereito e do revés. Think First para TVG. Secundaria.[6]
- 2020: Xan. TVG.
- 2022: Días mejores. VIS, Zeta Studios.
- 2024: Hay algo en el bosque.
- 2024: Clanes. Netflix.
- 2024: La vida breve. Movistar+

### Largometrajes
- 2024: La virgen roja.

### Cortometrajes
- 2013: Clases de lo social. Webserie. Dir. Pablo Cacheda.
- 2018: Vudú. Videoclub do grupo.
- 2018: Luz de Contra/Fundación Carlos Casares, Agadic e Univ.de Vigo-Secundaria.[7]
- 2019: Xan. Webserie. Dir. Lucía Estévez.[8]
- 2019: Seasons. Documental, videodanza. Dir. Virginia de la Cruz.
- 2021: Marinera de luces, de Pablo Quijano.
- 2023: Anticlímax, de Nestor López e Oscar Romero
- 2023: Alicia fai cousas,[9] de Ángel Santos

## Teatro
- 2015: Promesas - Teatro Conde Duque. Dir. Ana Gracia y Óscar Velado.
- 2016: Cuando yo pueda olvidar - Teatro Conde Duque. Dir. Albert López-Murtra.
- 2018: Hacia la Belleza de la Noche - Noche de los Teatros. Dir. Carlota Ferrer.